# Saint-Eustache (Québec)
Saint-Eustache ist eine Stadt im Südwesten der kanadischen Provinz Québec. Sie liegt in der Verwaltungsregion Laurentides, rund 30 km westlich von Montreal. Saint-Eustache gehört zur regionalen Grafschaftsgemeinde (municipalité régionale du comté) Deux-Montagnes, hat eine Fläche von 70,51 km² und zählt 44.008 Einwohner (Stand: 2016).

## Geographie
Saint-Eustache liegt in der Region Rive-Nord am Westufer des Rivière des Mille Îles, einem der Mündungsarme des Ottawa. Dieser weist im nordöstlichen Teil des Stadtgebiets mehrere Inseln auf; zu diesen gehören die Île Norbert-Aubé, die Île Yale, die Île Corbeil, die Île Maurice und die Île Provost. Auf der gegenüberliegenden Seite des Flusses befindet sich die Île Jésus. Am südlichen Stadtrand fließt der Rivière du Chêne in den Rivière des Mille Îles. Nachbargemeinden sind Mirabel im Norden, Boisbriand im Nordosten, Laval im Osten, Deux-Montagnes und Sainte-Marthe-sur-le-Lac im Süden sowie Saint-Joseph-du-Lac im Westen.

## Geschichte
Michel Sidrac Dugué de Boisbriand erhielt zwar 1683 die Seigneurie am Rivière des Mille Îles zugesprochen, doch weder er noch seine Nachkommen waren daran interessiert, das Gebiet zu entwickeln. Dies änderte sich erst, als Eustache Lambert Dumont 1749 die Seigneurie übernahm. Als eigentlicher Stadtgründer gilt sein Sohn Eustache-Louis Dumont, der ab 1760 Kolonisten an der Mündung des Rivière du Chêne ansiedelte. Kurz darauf entstand auch eine Getreidemühle. Benannt wurde die Siedlung nach seinem Namenspatron, dem Heiligen Eustachius. 1768 erfolgte die Gründung der Kirchgemeinde, die Pfarrkirche wurde zwischen 1780 und 1783 errichtet.

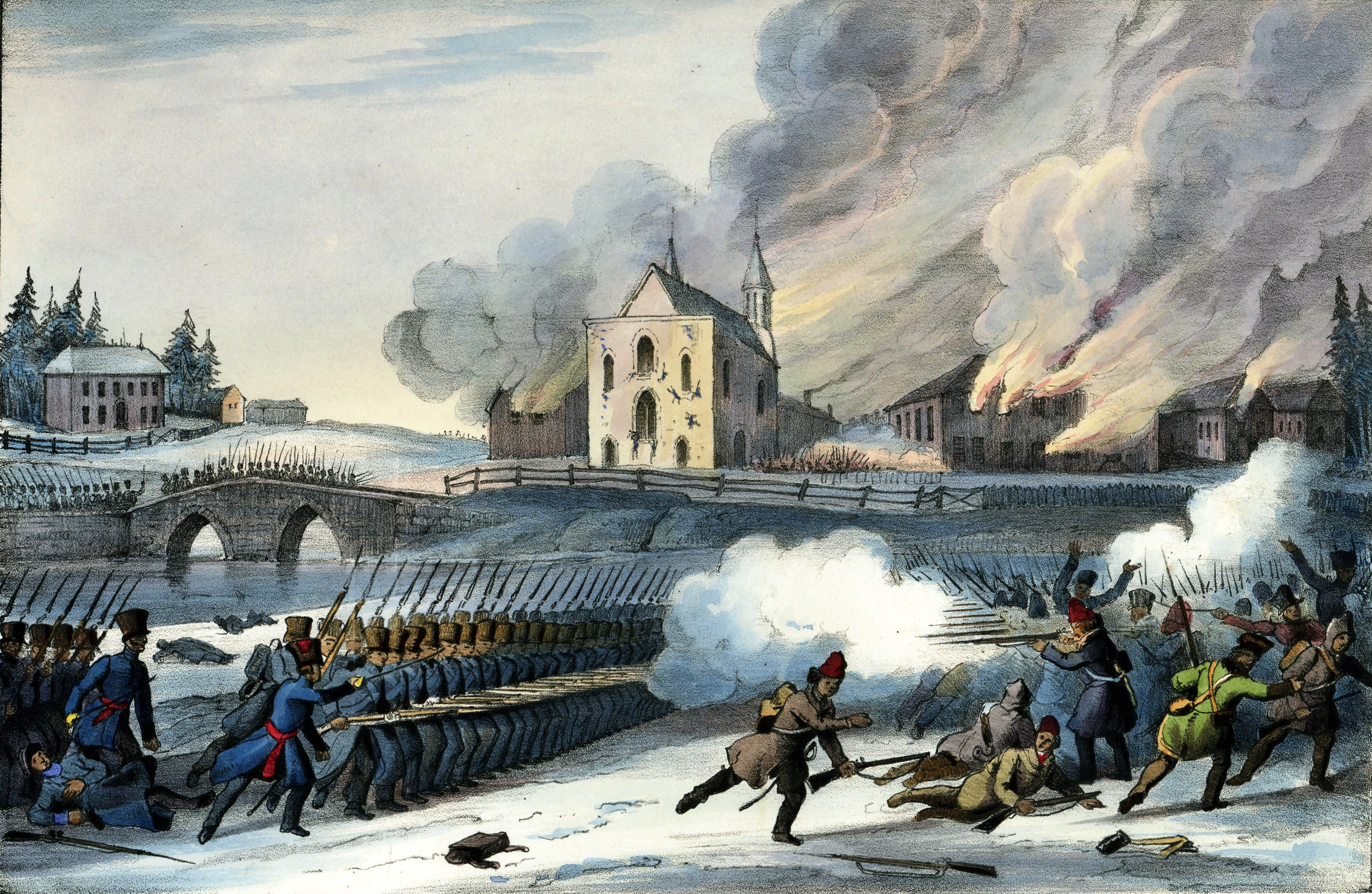
Schlacht von Saint-Eustache (1837)

Um 1790 war Saint-Eustache mit einer Bevölkerung von fast 2.400 Einwohnern die fünftgrößte Siedlung in Niederkanada, 1825 war die Einwohnerzahl bereits auf über 4.300 angewachsen. Die erste Brücke über den Rivière des Mille Îles hinüber zur Île Jésus entstand im Jahr 1830. Während der Niederkanada-Rebellion verschanzten sich am 14. Dezember 1837 rund 200 von Jean-Olivier Chénier angeführte Rebellen in der Kirche und leisteten erbitterten Widerstand gegen die Kolonialtruppen unter der Führung von John Colborne; die Schlacht von Saint-Eustache forderte 73 Todesopfer. Ein Jahr nach der Aufhebung der Grundherrschaft folgte 1855 die Gründung der Gemeinde Saint-Eustache.
Von den 1860er bis 1940er Jahren blieb die Einwohnerzahl weitgehend stabil, da die Gemeinde überwiegend landwirtschaftlich geprägt war und sich kaum Industrie ansiedelte. Auch die Eröffnung einer Zweigstrecke der Canadian Pacific Railway von Sainte-Thérèse nach Saint-Eustache am 26. Juni 1882 änderte daran wenig, da die Bahnlinie hauptsächlich dem Transport landwirtschaftlicher Erzeugnisse diente; die Bahnlinie wurde schließlich am 27. April 1940 stillgelegt. 1921 wurde die neue Gemeinde Saint-Eustache-sur-le-Lac abgespalten (die heutige Stadt Deux-Montagnes), durch eine weitere Gebietsabtretung erfolgte 1960 die Gründung von Sainte-Marthe-sur-le-Lac. Dessen ungeachtet erhielt Saint-Eustache 1948 den Stadtstatus.
Die Eröffnung der neuen Pont Arthur-Sauvé und vor allem der Autobahnbau ab den 1960er Jahren führten zu einer raschen Bevölkerungszunahme. Das bisher ländlich geprägte Saint-Eustache entwickelte sich zu einem Vorort am Rande des Ballungsraums Montreal/Laval. Die Congrégation de Notre-Dame de Montréal, eine Ordensgemeinschaft von Nonnen, verkaufte 1986 ihr Kloster (erbaut 1898) an die Stadtverwaltung, die das Gebäude seither als Rathaus nutzt. Saint-Eustache ist Mitglied des im Jahr 2000 gegründeten Zweckverbandes Communauté métropolitaine de Montréal.

## Bevölkerung
Gemäß der Volkszählung 2011 zählte Saint-Eustache 44.154 Einwohner, was einer Bevölkerungsdichte von 634,3 Einw./km² entspricht. 90,7 % der Bevölkerung gaben Französisch als Hauptsprache an, der Anteil des Englischen betrug 3,7 %. Als zweisprachig (Französisch und Englisch) bezeichneten sich 0,8 %, auf andere Sprachen und Mehrfachantworten entfielen 4,8 %. Ausschließlich Französisch sprachen 51,4 %. Im Jahr 2001 waren 92,8 % der Bevölkerung römisch-katholisch, 2,1 % protestantisch und 3,9 % konfessionslos.

## Verkehr und Wirtschaft
Die wichtigste Straßenverbindung ist die Autoroute 13, die von Montreal und Laval hierher führende Autobahn. Am nördlichen Stadtrand von Saint-Eustache trifft sie auf die Autoroute 640. Diese beginnt in der Nachbargemeinde Sainte-Marthe-sur-le-Lac, umfährt den Ballungsraum im Norden und endet bei Repentigny. Durch das Stadtzentrum führt die Hauptstraße Route 148 zwischen Laval und Gatineau; sie überquert den Fluss auf der Pont Arthur-Sauvé. Am Boulevard Arthur-Sauvé betreibt die Autorité régionale de transport métropolitain den Terminus Saint-Eustache. Dieser Busbahnhof ist Knotenpunkt mehrerer Buslinien der Gesellschaften exo und Société de transport de Laval. Busse verkehren unter anderem in die Stadt Laval und zum Bahnhof von Deux-Montagnes.
Aufgrund der Lage zwischen dem Ballungsraum Montreal/Laval und einer bedeutenden landwirtschaftlichen Region westlich davon ist die Lebensmittelindustrie in Saint-Eustache von großer Bedeutung. Bekanntestes Industrieunternehmen mit Sitz in Saint-Eustache ist Nova Bus, eine auf die Produktion von Autobussen spezialisierte Tochtergesellschaft von Volvo.

## Sehenswürdigkeiten
Wahrzeichen der Stadt ist die 1783 im neoklassizistischen Stil erbaute Kirche Saint-Eustache. Ein besonderes Merkmal dieses Gebäudes sind mehrere Einschusslöcher in der Fassade; diese stammen von Kanonenkugeln, die 1837 auf die im Gebäude verschanzten Rebellen abgefeuert wurden. Mehrere Gebäude aus dem 18. und 19. Jahrhundert sind ebenfalls erhalten geblieben. Dazu gehören das Manoir Globensky (Wohnhaus von August Franz Globensky), das ehemalige Kloster Notre-Dame (heutiges Rathaus) und die Moulin Légaré (älteste mit Wasserkraft angetriebene Getreidemühle Kanadas).

## Sport
Nordwestlich der Stadt befindet sich das Autodrome Saint-Eustache. Auf dieser Motorsport-Rennstrecke werden Dragsterrennen sowie Rennen der Whelen All-American Series und der NASCAR Canadian Tire Series durchgeführt.

## Persönlichkeiten
- Jean-Pierre Charbonneau (* 1950), Politiker
- Guylaine St-Onge (1965–2005), Schauspielerin
- Hugo Boisvert (* 1976), Eishockeyspieler
- Jacinthe Taillon (* 1977), Synchronschwimmerin
- Alexis Lafrenière (* 2001), Eishockeyspieler

## Bilder

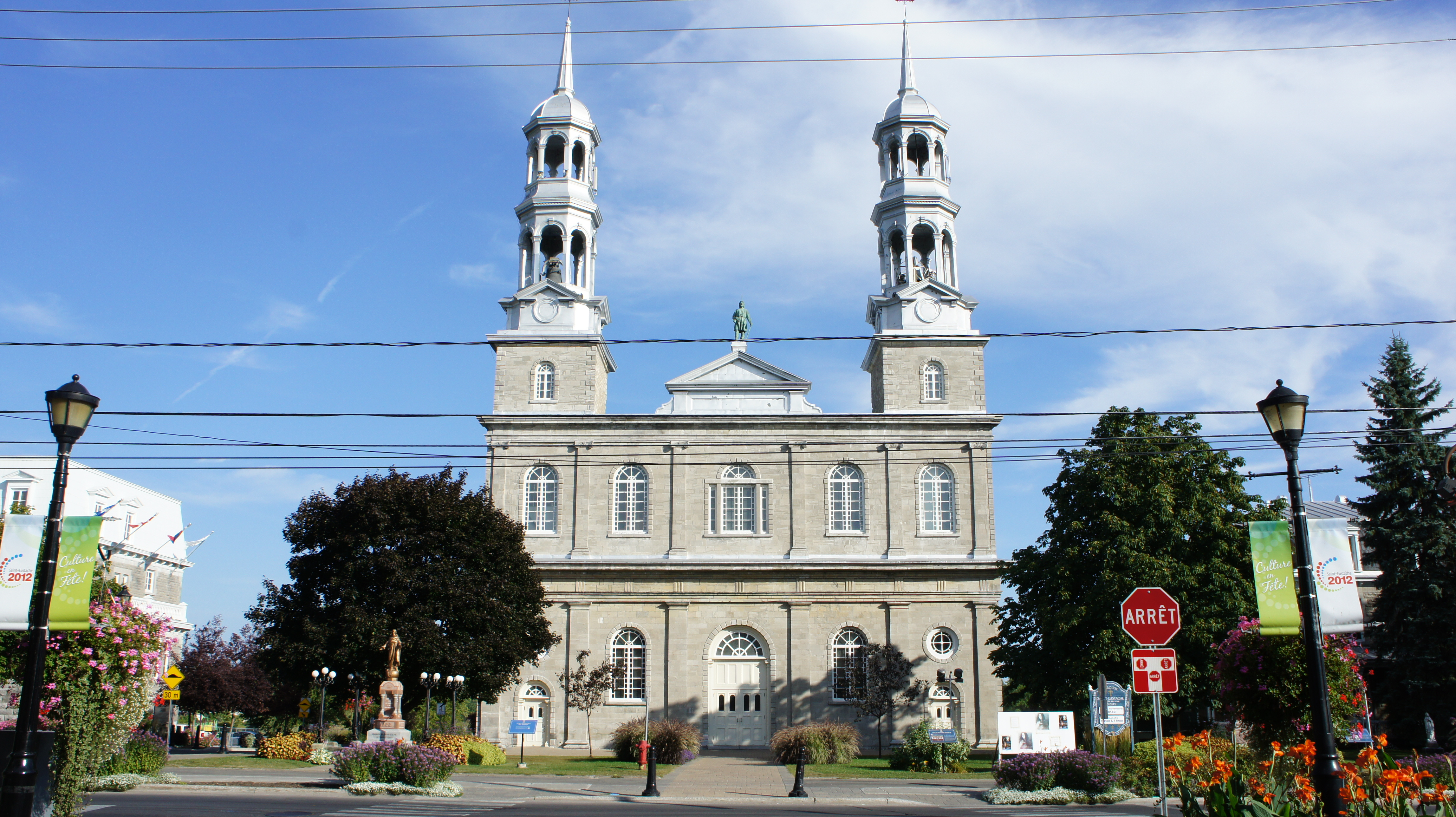
Kirche Saint-Eustache
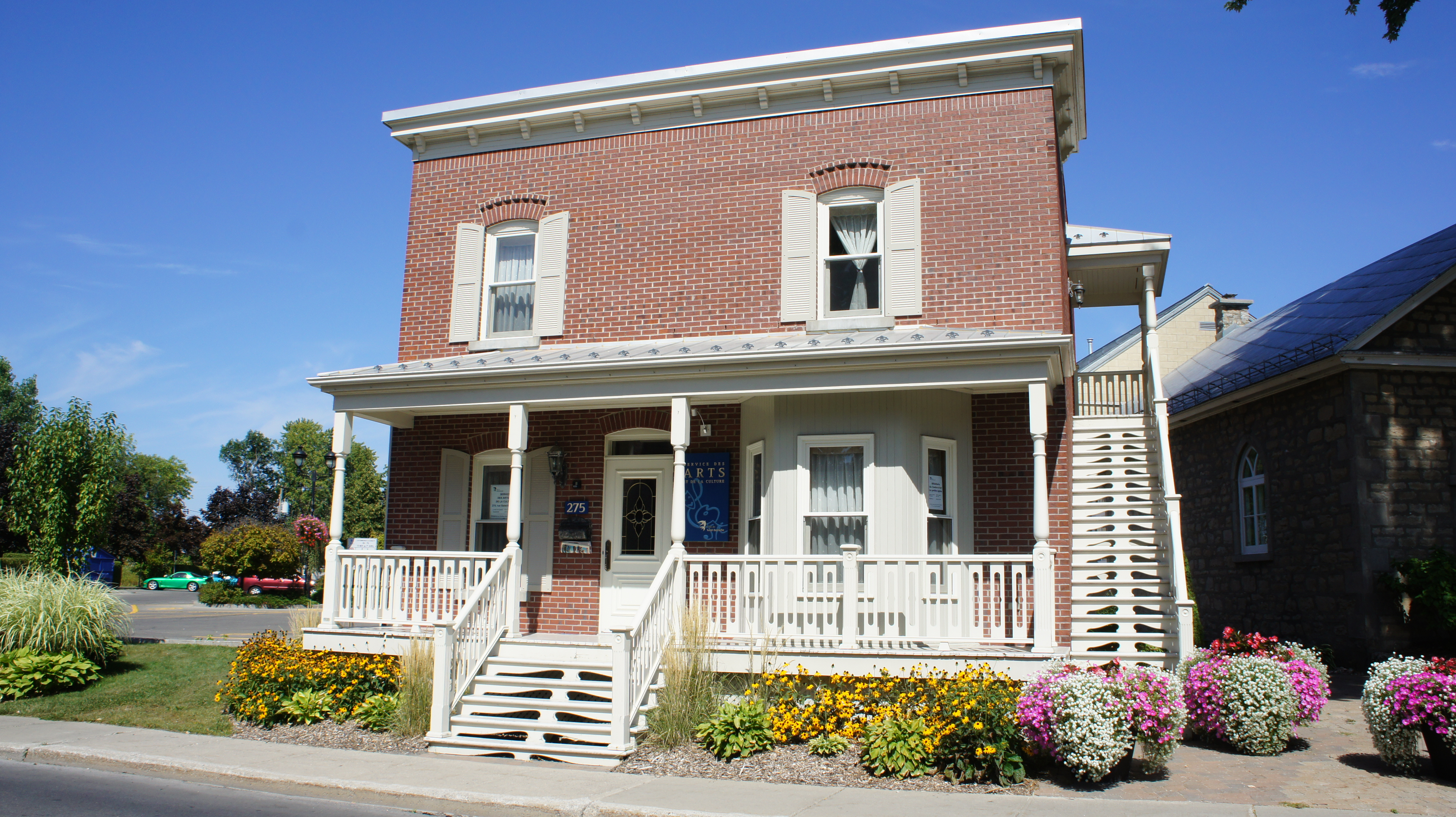
Maison Lavigne-Richer
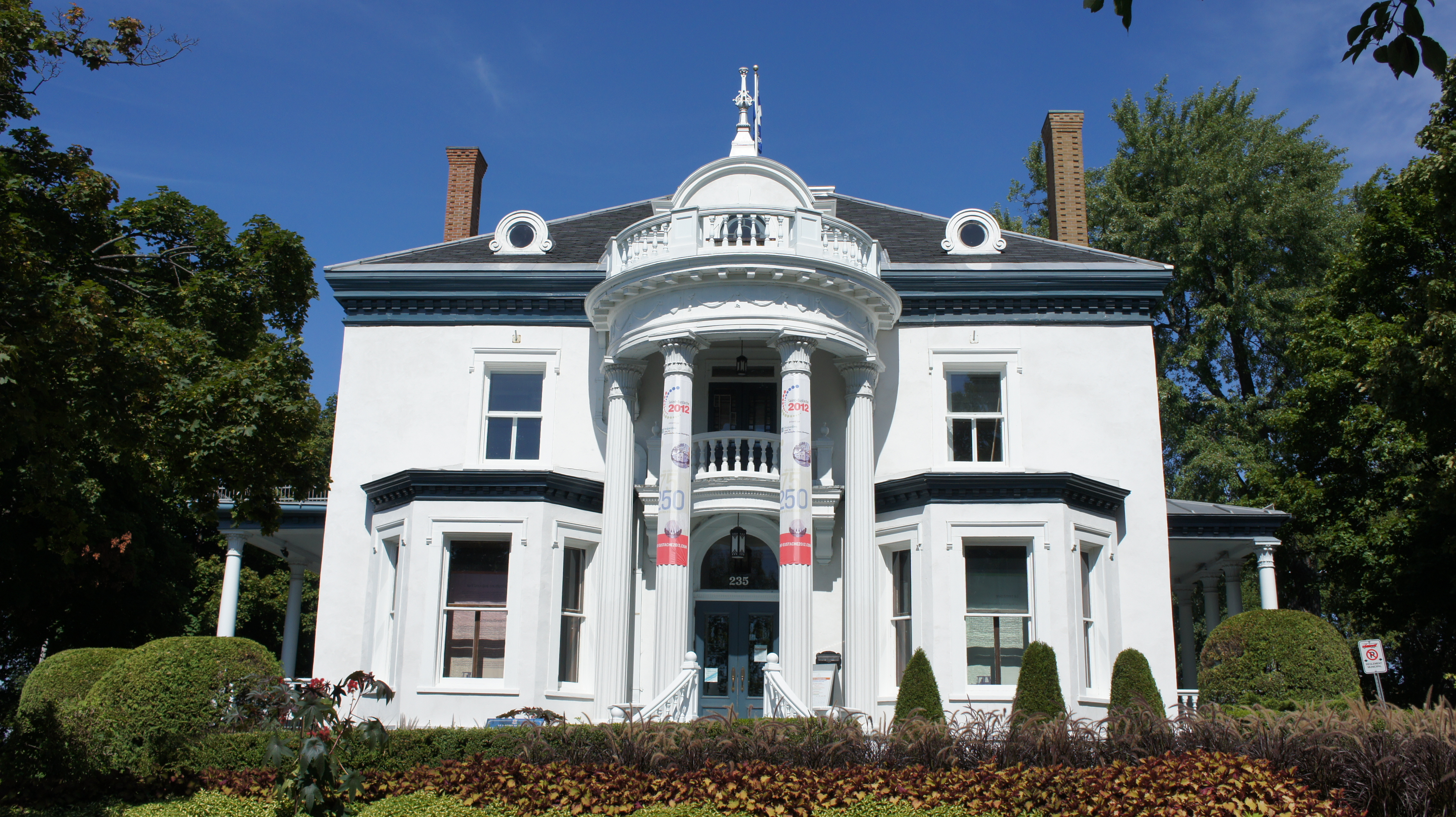
Manoir Globensky
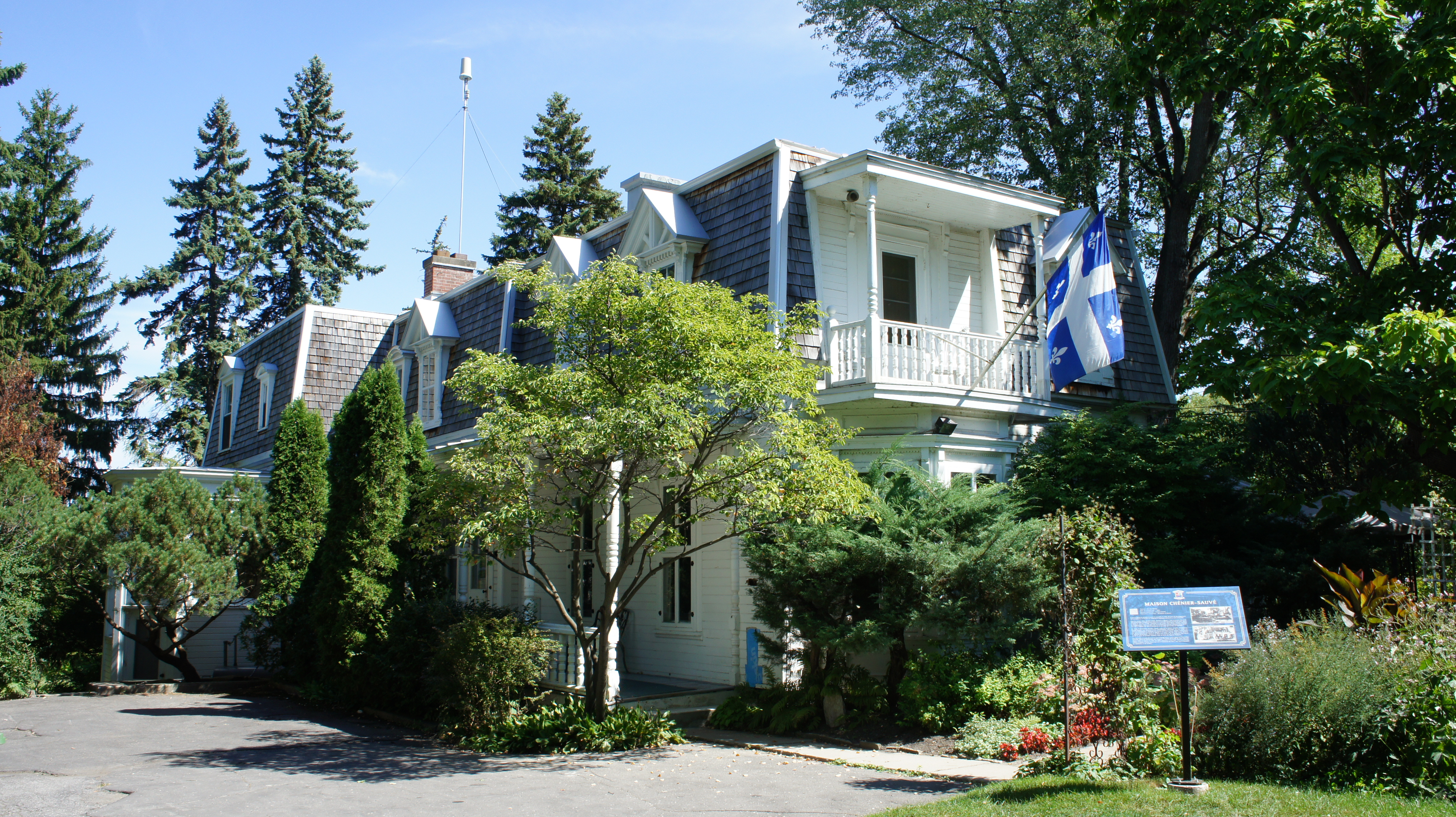
Maison Chenier-Sauvé
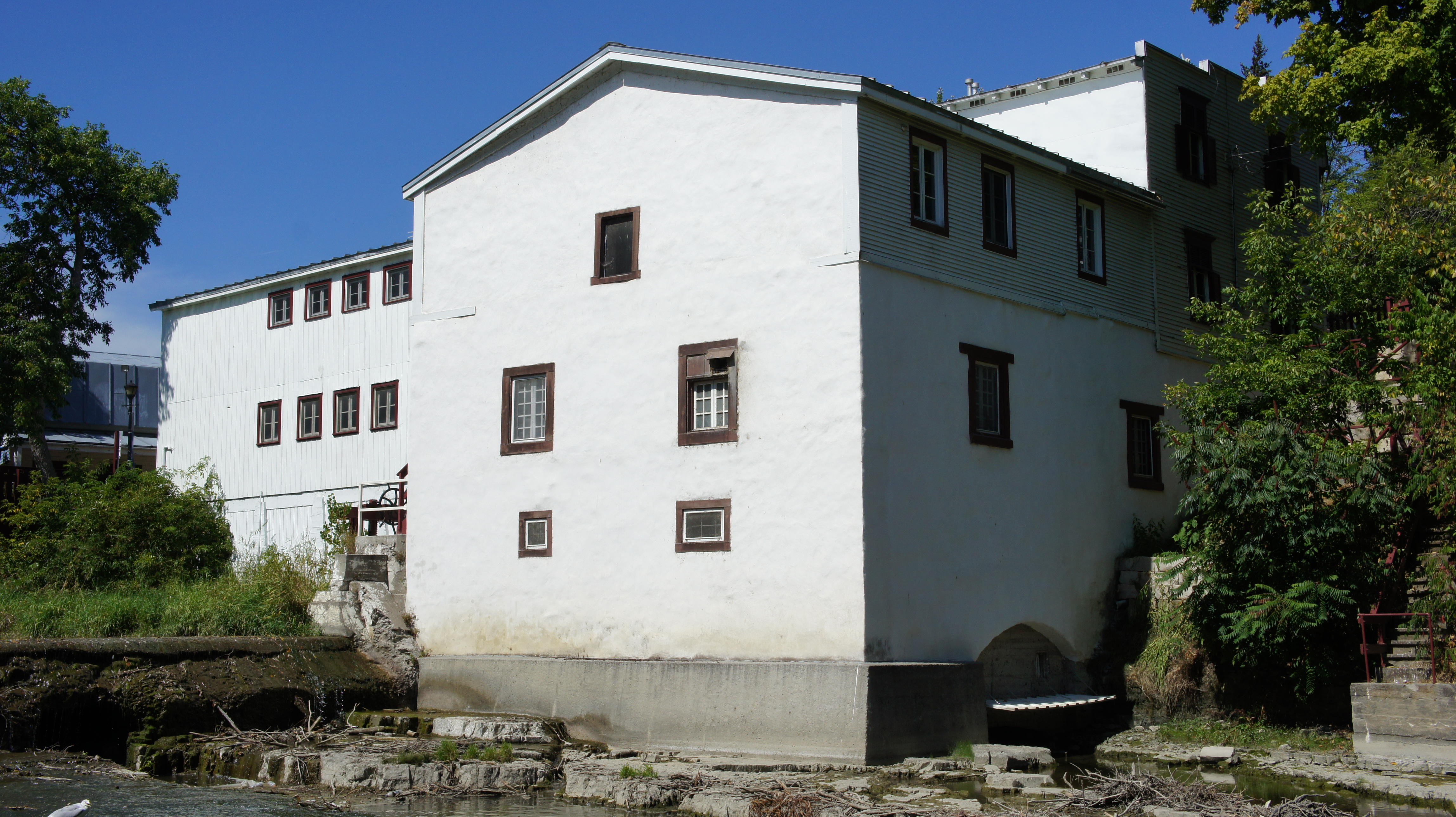
Moulin Legaré